# JPBAグランプリイースト
JPBAグランプリイーストは、日本プロポケットビリヤード連盟（Japan Professional Pocket-Billiard Association）の東日本ブロックにより主催・運営される東ブロックの公式試合である。通称グランプリイースト、東日本グランプリ、GPEなど。2003年に東日本プロツアーから改称された。

## 概要
東日本ブロックは、関東支部・北海道支部・東北支部の3つに区分されており、基本的に前日開催される関東支部予選から12名・前もって行われる北海道支部予選と東北支部予選からそれぞれ1名が本選に参加する。そのほか、開催店シード1名、全戦優勝者がシード権を得て合計16名により本戦が行われる。試合数は年間7試合。（2012年現在）

## 試合フォーマット
採用されるゲーム種別およびルールは試合により異なる。
これまでのところ、9ボールと10ボールが主流である。
敗者復活の無いシングルトーナメント形式である。
東日本所属のプロ選手以外に、アマチュア選手も参戦可能だが、入賞した場合賞金でなく記念品を授与する。
アマチュアランキング上位には、全日本選手権参加が認められる。

## イベントとしての取り組み
現場での実況解説やユーストリーム放送が好評である。
出場プロによるスーパーショット実演や、スピードガンでブレイクの速度を競う観客参加イベントも行われる。

## 試合結果
| 年度 | 回 | 開催日               | 会場                                                                  | フォーマット                                                                   | 優勝者               | 準優勝者             | 3位タイ                    |
| ---- | -- | -------------------- | --------------------------------------------------------------------- | ------------------------------------------------------------------------------ | -------------------- | -------------------- | -------------------------- |
| 2003 | 1  |                      |                                                                       | -                                                                              | 高橋邦彦             | 山本久司             |                            |
| 2003 | 2  |                      |                                                                       | -                                                                              | 石村治政             | 木下和人             |                            |
| 2003 | 3  |                      |                                                                       | -                                                                              | 浦岡隆志             | 高浜隆               |                            |
| 2003 | 4  |                      |                                                                       | -                                                                              | 奥村健               | 内垣建一             |                            |
| 2003 | 5  |                      |                                                                       | -                                                                              | 内垣建一             | 高橋邦彦             |                            |
| 2003 | 6  |                      |                                                                       | -                                                                              | 山本久司             | 高橋邦彦             |                            |
| 2003 | 7  |                      |                                                                       | -                                                                              | 奥村健               | 鳴海大蔵             |                            |
| 2003 | 8  |                      |                                                                       | -                                                                              | 西嶋大策             | 塙圭介               |                            |
| 2004 | 1  | 2/29                 | アロウズ（神奈川県）                                                  | -                                                                              | 田口憲司             | 逸野暢晃             | 内垣建一、浦岡隆志         |
| 2004 | 2  | 3/28                 | ダック（埼玉県草加市）                                                | -                                                                              | 山本久司             | 浦岡隆志             | 奥村健、早瀬優治           |
| 2004 | 3  | 4/18                 | デキシークラブ（千葉県船橋市）                                        | -                                                                              | 逸野暢晃             | 内垣建一             | 斉藤勝之、早瀬優治         |
| 2004 | 4  | 5/23                 | 本庄倶楽部（埼玉県本庄市）                                            | -                                                                              | 逸野暢晃             | 矢野裕一             | 菅原利幸、関川賢示         |
| 2004 | 5  | 6/20                 | アンジュ（東京都目黒区）                                              | -                                                                              | 菅原利幸             | 逸野暢晃             | 西嶋大策、銘苅朝樹         |
| 2004 | 6  | 8/1                  | フィール（静岡県富士市）                                              | -                                                                              | 早瀬優治             | 菅原利幸             | 西尾祐、岡元公史           |
| 2004 | 7  | 9/5                  | メリディアン（神奈川県横浜市）                                        | -                                                                              | 岡元公史             | 藤原貴志             | 井上浩平、横田英樹         |
| 2004 | 8  | 10/24                | バグース六本木（東京都港区）                                          | -                                                                              | 塙圭介               | 関川賢示             | 矢野裕一、浦岡隆志         |
| 2005 | 1  | 3/6                  | デキシークラブ船橋（千葉県船橋市）                                    | 9ボール                                                                        | 山本久司             | 逸野暢晃             | 藤原貴志、浦岡隆志         |
| 2005 | 2  | 4/17                 | ハイランド（神奈川県横浜市）                                          | 8ボール                                                                        | 山本久司             | 高橋邦彦             | 塙圭介 、浦岡隆志          |
| 2005 | 3  | 5/15                 | 本庄倶楽部（埼玉県本庄市）                                            | 9ボール9セット先取り 勝者ブレイク                                              | 関川賢示             | 銘苅朝樹             | 西嶋大策、藤原貴志         |
| 2005 | 4  | 6/26                 | キャノンボール大森（東京都大田区）                                    | 10ボール8セット先取り 交互ブレイク                                             | 菅原利幸             | 矢野裕一             | 鎌田啓之、田口憲司         |
| 2005 | 5  | 7/31                 | ハスラーナインⅠ（静岡県三島市）                                       | 9ボール9セット先取り                                                           | 西嶋大策             | 大河誠               | 矢野裕一、高橋邦彦         |
| 2005 | 6  | 9/25                 | セスパ上尾（埼玉県上尾市）                                            | 9ボール8セット先取り 交互ブレイク                                              | 高橋邦彦             | 鈴木弘美             | 辻太平、奥村健             |
| 2005 | 7  | 10/23                | ブレイカーズ守谷（茨城県守谷市）                                      | 9ボール9セット先取り 勝者ブレイク                                              | 内垣建一             | 矢野裕一             | 山本久司、菅原利幸         |
| 2005 | 8  | 11/13                | バグース六本木（東京都港区）                                          | 9ボール9セット先取り 交互ブレイク                                              | 奥村健               | 土方隼斗             | 西嶋大策、塙圭介           |
| 2006 | 1  | 3/26                 | デキシークラブ船橋（千葉県船橋市）                                    | 9ボール9セット先取り 勝者ブレイク                                              | 矢野裕一             | 西嶋大策             | 辻大平、塙圭介             |
| 2006 | 2  | 4/16                 | アロウズ（神奈川県）                                                  | 9ボール9セット先取り 勝者ブレイク                                              | 菅原利幸             | 田口憲司             | 大井直幸、矢野裕一         |
| 2006 | 3  | 5/14                 | 本庄倶楽部（埼玉県本庄市）                                            | 9ボール9セット先取り 勝者ブレイク                                              | 西嶋大策             | 銘苅朝樹             | 大井直幸、鳴海大蔵         |
| 2006 | 4  | 7/16                 | フィール（静岡県富士市）                                              | 9ボール                                                                        | 内垣建一             | 塙圭介               | 高橋邦彦、田口憲司         |
| 2006 | 5  | 8/6                  | ハイランド（神奈川県横浜市）                                          | 8ボール                                                                        | 塙圭介               | 西嶋大策             | 関川賢示、藤原貴志         |
| 2006 | 6  | 9/24                 | キャノンボール大森（東京都大田区）                                    | 10ボール                                                                       | 土方隼斗             | 大河誠               | 藤原貴志、菅原利幸         |
| 2006 | 7  | 10/22                | バグース六本木（東京都港区）                                          | 9ボール                                                                        | 藤原貴志             | 西嶋大策             | 浦岡隆志、土方隼斗         |
| 2007 | 1  | 3/25                 | デキシークラブ船橋（千葉県船橋市）                                    | 9ボール9セット先取り 勝者ブレイク                                              | 河内健生             | 内垣建一             | 西嶋大策、塙圭介           |
| 2007 | 2  | 5/13                 | 本庄倶楽部（埼玉県本庄市）                                            | 9ボール9セット先取り 勝者ブレイク                                              | 矢野裕一             | 高橋邦彦             | 大井直幸、奥村健           |
| 2007 | 3  | 6/10                 | Mr.スポーツマン中延（東京都品川区）                                   | 9ボール9セット先取り 勝者ブレイク                                              | 浦岡隆志             | 西嶋大策             | 奥村健、高橋邦彦           |
| 2007 | 4  | 7/8                  | コムファースト足利店（栃木県足利市） ナインフィールド（栃木県足利市） | 9ボール9セット先取り 勝者ブレイク                                              | 河内健生             | 内垣建一             | 大井直幸、高野智央         |
| 2007 | 5  | 8/5                  | ハイランド（神奈川県横浜市）                                          | -                                                                              | 西嶋大策             | 銘苅朝樹             | 高野智央、森学             |
| 2007 | 6  | 9/30                 | バグース六本木（東京都港区）                                          | 9ボール                                                                        | 土方隼斗             | 塙圭介               | 森野義博、安藤誠           |
| 2008 | 1  | 2/24                 | ハイランドビリヤード（神奈川県横浜市）                                | 10ボール8セット先取り 勝者ブレイク                                             | 内垣建一             | 高野智央             | 水下広之、浦岡隆志         |
| 2008 | 2  | 3/30                 | デキシークラブ船橋（千葉県船橋市）                                    | 9ボール9セット先取り 勝者ブレイク                                              | 西嶋大策             | 内垣建一             | 高野智央、向井照和         |
| 2008 | 3  | 5/25                 | 本庄倶楽部（埼玉県本庄市）                                            | 9ボール9セット先取り 勝者ブレイク                                              | 高橋邦彦             | 河内健生             | 浦岡隆志、塙圭介           |
| 2008 | 4  | 7/6                  | ナインフィールド（栃木県足利市）                                      | 9ボール9セット先取り 勝者ブレイク 決勝戦のみ10ボール8セット先取り 勝者ブレイク | 菅原利幸             | 向井照和             | 松岡恵介、浦岡隆志         |
| 2008 | 5  | 8/17                 | Mr.スポーツマン中延（東京都品川区）                                   | 10ボール8セット先取り 勝者ブレイク                                             | 内垣建一             | 浦岡隆志             | 高橋邦彦、高野智央         |
| 2008 | 6  | 9/14                 | フィール（静岡県富士市）                                              | US9ボール9セット先取り 勝者ブレイク                                            | 高橋邦彦             | 矢野裕一             | 梅木大輔、高野智央         |
| 2008 | 7  | 10/5                 | バグース六本木（東京都港区）                                          | 10ボール8セット先取り 勝者ブレイク                                             | 内垣建一             | 向井照和             | 東條紘典、松野剛明         |
| 2009 | 1  | 3/1                  | ハイランドビリヤード（神奈川県横浜市）                                | 10ボール8セット先取り 勝者ブレイク                                             | 浦岡隆志             | 虻川修               | 矢野裕一、内垣建一         |
| 2009 | 2  | 4/12                 | デキシークラブ船橋（千葉県船橋市）                                    | 9ボール9セット先取り 勝者ブレイク                                              | 羅立文               | 菅原利幸             | 塙圭介、高橋邦彦           |
| 2009 | 3  | 5/24                 | 本庄倶楽部（埼玉県本庄市）                                            | 9ボール9セット先取り 勝者ブレイク                                              | 早瀬優治             | 浦岡隆志             | 虻川修、羅立文             |
| 2009 | 4  | 6/14                 | コムファースト足利店（栃木県足利市） ナインフィールド（栃木県足利市） | 9ボール9セット先取り 勝者ブレイク                                              | 高橋邦彦             | 照屋勝司             | 津堅翔、佐藤久克アマ       |
| 2009 | 5  | 7/5                  | プールインスターライト（東京都足立区）                                | 10ボール8セット先取り 勝者ブレイク                                             | 虻川修               | 高野智央             | 菅原利幸、照屋勝司         |
| 2009 | 6  | 8/2                  | Mr.スポーツマン中延（東京都品川区）                                   | 10ボール8セット先取り 勝者ブレイク                                             | 浦岡隆志             | 土方隼斗             | 平野義典、早瀬優治         |
| 2009 | 7  | 9/20                 | バグース六本木（東京都港区）                                          | 10ボール8セット先取り 勝者ブレイク                                             | 扇長良行             | 高野智央             | 内垣建一、藤原貴志         |
| 2010 | 1  | 3/7                  | ハイランドビリヤード（神奈川県横浜市）                                | 10ボール8セット先取り 勝者ブレイク                                             | 羅立文               | 早瀬優治             | 林研字、照屋勝司           |
| 2010 | 2  | 5/16                 | デキシークラブ船橋（千葉県船橋市）                                    | 9ボール9セット先取り 勝者ブレイク                                              | 鈴木清司             | 高野智央             | 関隆史アマ、早瀬優治       |
| 2010 | 3  | 6/13                 | 本庄倶楽部（埼玉県本庄市）                                            | 9ボール9セット先取り 勝者ブレイク                                              | 土方隼斗             | 水下広之             | 虻川修、西嶋大策           |
| 2010 | 4  | 7/4                  | プールインスターライト（東京都足立区）                                | 10ボール8セット先取り 勝者ブレイク                                             | 羅立文               | 高橋邦彦             | 青木聖アマ、水下広之       |
| 2010 | 5  | 8/1（                | Mr.スポーツマン中延（東京都品川区）                                   | 10ボール8セット先取り 勝者ブレイク                                             | 羅立文               | 水下広之             | 早瀬優治、翁長良行         |
| 2010 | 6  | 8/22                 | プールフリークス（静岡県藤枝市）                                      | 10ボール8セット先取り 勝者ブレイク                                             | 土方隼斗             | 津堅翔               | 水下広之、松野剛明         |
| 2010 | 7  | 10/10                | バグース六本木（東京都港区）                                          | 10ボール 8セット先取り 勝者ブレイク                                            | 土方隼斗             | 早瀬優治             | 津堅翔、虻川修             |
| 2011 | 1  | 震災の影響で開催中止 | 震災の影響で開催中止                                                  | 震災の影響で開催中止                                                           | 震災の影響で開催中止 | 震災の影響で開催中止 | 震災の影響で開催中止       |
| 2011 | 2  | 震災の影響で開催中止 | 震災の影響で開催中止                                                  | 震災の影響で開催中止                                                           | 震災の影響で開催中止 | 震災の影響で開催中止 | 震災の影響で開催中止       |
| 2011 | 3  | 5/22                 | エックスフィールド（神奈川県相模原市）                                | 10ボール8セット先取り 勝者ブレイク                                             | 土方隼斗             | 西嶋大策             | 羅立文、虻川修             |
| 2011 | 4  | 6/5                  | キャノンボール大森（東京都大田区）                                    | 9ボール8セット先取り 交互ブレイク                                              | 水下広之             | 浦岡隆志             | 銘苅朝樹、鈴木清司         |
| 2011 | 5  | 7/24                 | プールインスターライト（東京都足立区）                                | 10ボール8セット先取り 勝者ブレイク                                             | 水下広之             | 土方隼斗             | 早瀬優治、栗林達           |
| 2011 | 6  | 8/14                 | Mr.スポーツマン中延（東京都品川区）                                   | 10ボール8セット先取り 勝者ブレイク                                             | 栗林達               | 土方隼斗             | 水下広之、鈴木清司         |
| 2011 | 7  | 9/18                 | リンク西川口（埼玉県川口市）                                          | 10ボール8セット先取り 勝者ブレイク                                             | 栗林達               | 高田健二             | 森野義博、羅立文           |
| 2011 | 8  | 10/30                | バグース六本木店（東京都港区）                                        | 10ボール8セット先取り 勝者ブレイク                                             | 土方隼斗             | 羅立文               | 西村被、松野剛明           |
| 2012 | 1  | 3/4                  | エックスフィールド（神奈川県相模原市）                                | 10ボール8セット先取り 勝者ブレイク                                             | 土方隼斗             | 塙圭介               | 西嶋大策、赤狩山幸男       |
| 2012 | 2  | 4/6                  | ハイランド （神奈川県横浜市）                                         | 10ボール8セット先取り 交互ブレイク                                             | 土方隼斗             | 米津剣人             | 高橋邦彦、持永隼史         |
| 2012 | 3  | 5/20                 | リンク西川口（埼玉県川口市）                                          | 10ボール8セット先取り 交互ブレイク                                             | 羅立文               | 浦岡隆志             | 西尾祐、虻川修             |
| 2012 | 4  | 6/10                 | キャノンボール大森（東京都大田区）                                    | 9ボール8セット先取り 交互ブレイク                                              | 羅立文               | 塙圭介               | 有田秀彰、松田渉           |
| 2012 | 5  | 7/29                 | Mr.スポーツマン中延（東京都品川区）                                   | 10ボール8セット先取り 勝者ブレイク                                             | 栗林達               | 西嶋大策             | 菊嶋淳史、虻川修           |
| 2012 | 6  | 8/25                 | デキシークラブ船橋（千葉県船橋市）                                    | 10ボール8セット先取り 勝者ブレイク                                             | 鈴木清司             | 照屋勝司             | 羅立文、土方隼斗           |
| 2012 | 7  | 10/14                | バグース六本木店（東京都港区）                                        | 変則9ボール8セット先取り 交互ブレイク                                          | 羅立文               | 土方隼斗             | 西嶋大策、塙圭介           |
| 2013 | 1  | 3/3                  | デキシークラブ船橋（千葉県船橋市）                                    | 10ボール8セット先取り 勝者ブレイク                                             | 井上浩平             | 羅立文               | 嶋野聖大、栗林達           |
| 2013 | 2  | 4/7                  | 池袋ロサ会館（東京都豊島区）                                          | 10ボール8セット先取り 勝者ブレイク                                             | 菅谷慎太郎           | 水下広之             | 照屋勝司、羅立文           |
| 2013 | 3  | 5/12                 | ハイランド （神奈川県横浜市）                                         | 10ボール8セット先取り 交互ブレイク                                             | 赤狩山幸男           | 高野智央             | 羅立文、鈴木清司           |
| 2013 | 4  | 6/9                  | キャノンボール大森（東京都大田区）                                    | 9ボール9セット先取り 交互ブレイク                                              | 内垣建一             | 赤狩山幸男           | 有田秀彰、羅立文           |
| 2013 | 5  | 8/18                 | ビッグサイト（東京都江東区）                                          | 10ボール7セット先取り 勝者ブレイク                                             | 土方隼斗             | 赤狩山幸男           | 照屋勝司、栗林達           |
| 2013 | 6  | 9/29                 | Mr.スポーツマン中延（東京都品川区）                                   | 10ボール8セット先取り 勝者ブレイク                                             | 栗林達               | 山本久司             | 土方隼斗、藤原貴志         |
| 2013 | 7  | 10/27                | バグース六本木店（東京都港区）                                        | 10ボール8セット先取り 交互ブレイク                                             | 栗林達               | 津堅翔               | 早瀬優治、土方隼斗         |
| 2014 | 1  | 3/2                  | デキシークラブ船橋（千葉県船橋市）                                    | 10ボール8セット先取り 勝者ブレイク                                             | 赤狩山幸男           | 山本久司             | 高野智央、塙圭介           |
| 2014 | 2  | 4/6                  | ハイランド （神奈川県横浜市）                                         | 10ボール9セット先取り 交互ブレイク                                             | 羅立文               | 照屋勝司             | 山本久司、塙圭介           |
| 2014 | 3  | 5/11                 | LINK北千住 （東京都足立区）                                           | 10ボール8セット先取り 勝者ブレイク                                             | 栗林達               | 早瀬優治             | 塙圭介、土方隼斗           |
| 2014 | 4  | 6/1                  | キャノンボール大森（東京都大田区）                                    | 9ボール9セット先取り 交互ブレイク                                              | 栗林達               | 水下広之             | 赤狩山幸男、持永隼史A      |
| 2014 | 5  | 7/6                  | Mr.スポーツマン中延（東京都品川区）                                   | 9ボール9セット先取り 勝者ブレイク                                              | 栗林達               | 土方隼斗             | 有田秀彰、照屋勝司         |
| 2014 | 6  | 8/10                 | 池袋ロサ会館（東京都豊島区）                                          | 10ボール8セット先取り 勝者ブレイク                                             | 内垣建一             | 永松宣明             | 浦岡隆志、菅原利幸         |
| 2014 | 7  | 10/26                | バグース六本木店（東京都港区）                                        | 10ボール8セット先取り 交互ブレイク                                             | 土方隼斗             | 栗林達               | 有田秀彰、大井仁           |
| 2015 | 1  | 3/3                  | ミッドナイト本厚木（神奈川県厚木市）                                  | 10ボール8セット先取り 交互ブレイク                                             | 林研字               | 赤狩山幸男           | 田仲海輝、水下広之         |
| 2015 | 2  | 4/12                 | ハイランド （神奈川県横浜市）                                         | 10ボール3ゲーム先取り、 2セット先取り 交互ブレイク                             | 羅立文               | 鈴木清司             | 土方隼斗、大西想           |
| 2015 | 3  | 5/31                 | LINK北千住 （東京都足立区）                                           | 10ボール8セット先取り 勝者ブレイク                                             | 栗林達               | 羅立文               | 水下広之、鈴木清司         |
| 2015 | 4  | 7/5                  | キャノンボール大森（東京都大田区）                                    | 9ボール9セット先取り 交互ブレイク                                              | 土方隼斗             | 赤狩山幸男           | 鈴木清司、鈴木淳           |
| 2015 | 5  | 8/9                  | Mr.スポーツマン中延（東京都品川区）                                   | 10ボール8セット先取り(ベスト4から7先) 勝者ブレイク                             | 栗林達               | 土方隼斗             | 永松宣明、羅立文           |
| 2015 | 6  | 9/27                 | ビリヤード・ロサ（東京都豊島区）                                      | 10ボール8セット先取り 勝者ブレイク                                             | 土方隼斗             | 永松宣明             | 羅立文、田仲海輝           |
| 2015 | 7  | 10/25                | バグース六本木店（東京都港区）                                        | 10ボール8セット先取り 交互ブレイク                                             | 早瀬優治             | 羅立文               | 塙圭介、小川徳郎A          |
| 2016 | 1  | 3/13                 | Link西川口店（埼玉県川口市）                                          | 10ボール8セット先取り 勝者ブレイク                                             | 土方隼斗             | 羅立文               | 嶋野聖大、早瀬優治         |
| 2016 | 2  | 4/12                 | POOL KAISER （千葉県習志野市）                                        | 10ボール8セット先取り(ベスト4から7先) 勝者ブレイク                             | 西嶋大策             | 永松宣明             | 鈴木宗康A、鳴海大蔵        |
| 2016 | 3  | 5/23                 | LINK北千住 （東京都足立区）                                           | 10ボール8セット先取り(ベスト4から7先) 勝者ブレイク                             | 土方隼斗             | 高橋邦彦             | 鈴木清司、丸岡良輔A        |
| 2016 | 4  | 6/12                 | キャノンボール大森（東京都大田区）                                    | 9ボール 9セット先取り(ベスト8から8先) 交代ブレイク                             | 早瀬優治             | 高野智央             | 浦岡隆志、羅立文           |
| 2016 | 5  | 8/28                 | Mr.スポーツマン中延（東京都品川区）                                   | 10ボール8セット先取り(ベスト4から7先) 勝者ブレイク                             | 青木亮二             | 小宮鐘之介A          | 鳴海大蔵、早瀬優治         |
| 2016 | 6  | 9/25                 | ビリヤード・ロサ（東京都豊島区）                                      | 9ボール(9オンフット) 9セット先取り (ベスト4から8先) 交互ブレイク               | 持永隼史A            | 羅立文               | 小笠原晋吾(アマ)、矢野裕一 |
| 2016 | 7  | 10/30                | バグース六本木店（東京都港区）                                        | 9ボール(9オンフット) 8セット先取り 交互ブレイク                                | 栗林達               | 高橋邦彦             | 羅立文、浦岡隆志           |
| 2017 | 1  | 3/12                 | Link西川口店（埼玉県川口市）                                          | 10ボール8セット先取り 勝者ブレイク                                             | 栗林達               | 照屋勝司             | 嶋野聖大、井上浩平         |
| 2017 | 2  | 4/9                  | LINK北千住 （東京都足立区）                                           | 10ボール 8セット先取り 交互ブレイク                                            | 土方隼斗             | 塙圭介               | 鈴木清司、羅立文           |
| 2017 | 3  | 5/14                 | Mr.スポーツマン中延（東京都品川区）                                   | 10ボール8セット先取り(ベスト4から7先) 交互ブレイク                             | 今野一輝A            | 土方隼斗             | 高橋邦彦、小寺裕史         |
| 2017 | 4  | 6/4                  | キャノンボール大森（東京都大田区）                                    | 9ボール8セット先取り 交互ブレイク                                              | 西嶋大策             | 松村学               | 土方隼斗、小川徳郎A        |
| 2017 | 5  | 8/27                 | POOL KAISER （千葉県習志野市）                                        |                                                                                |                      |                      |                            |
| 2017 | 6  | 9/24                 | ビリヤード・ロサ（東京都豊島区）                                      |                                                                                |                      |                      |                            |
| 2017 | 7  | 10/22                | バグース六本木店（東京都港区）                                        |                                                                                |                      |                      |                            |